# Forza Europa
Forza Europa war eine Fraktion im Europäischen Parlament.
Bei der Europawahl in Italien 1994 wurde Forza Italia, die erst Anfang des Jahres von Silvio Berlusconi gegründete Partei, mit 30,6 % der Stimmen stärkste Kraft. Die 27 auf der Liste der Forza Italia gewählten Abgeordneten gründeten die Fraktion Forza Europa. Von den 27 Abgeordneten gehörten 24 der Forza Italia an, zwei der Centro Cristiano Democratico und einer dem Unione di Centro. Vorsitzender der Fraktion, die sich am 19. Juli 1994 konstituierte, wurde Giancarlo Ligabue. Ende 1994 traten Enrico Ferri (Centro Cristiano Democratico (CCD), gewählt über die Liste der Partito Socialista Democratico Italiano, zuvor fraktionslos) und Marilena Marin (Federalisti e Liberaldemocratici, gewählt auf der Liste der Lega Nord, zuvor in der ELDR-Fraktion) der Fraktion bei.
Am 6. Juli 1995 vereinigte sich Forza Europa mit der Fraktion der Sammlungsbewegung der Europäischen Demokraten -- hauptsächlich von der irischen Fianna Fáil und der französischen RPR getragen -- zur Fraktion Union für Europa (UfE). 1995 verließen die Mitglieder der CCD die UfE, 1998 die Mitglieder der Forza Italia, um sich der EVP-Fraktion anzuschließen.